# Пати
Пати (итал. Patti) је насеље у Италији у округу Месина, региону Сицилија.
Према процени из 2011. у насељу је живело 9321 становника. Насеље се налази на надморској висини од 67 м.

## Становништво
Према резултатима пописа становништва 2011. у општини је живело 13.325 становника.
| 1931.  | 1936.  | 1951.  | 1961.  | 1971.  | 1981.  | 1991.  | 2001.  | 2011.  |
| ------ | ------ | ------ | ------ | ------ | ------ | ------ | ------ | ------ |
| 11.090 | 12.350 | 12.924 | 11.663 | 11.526 | 12.429 | 12.959 | 13.108 | 13.325 |